# Уэйн (Западная Виргиния)
Уэйн (англ. Wayne) — город в штате Западная Виргиния, США. Является административным центром округа Уэйн. В 2010 году в городе проживало 1413 человек. Уэйн входит в Хантингтон-Ашлендский метрополитенский статистический ареал.

## Географическое положение
Уэйн находится на западе штата Западная Виргиния и является административным центром одноименного округа. Город находится около реки Твелвпоул-Крик (за 12 миль до её впадения в реку Огайо) на пересечении дорог штата 37 и 152. По данным Бюро переписи населения США город Уэйн имеет общую площадь в 1,86 квадратных километров.

## История
Уэйн был основан в 1842 году (одновременно с округом) актом Генеральной ассамблеи Виргинии на земле Абрахама Трота. Первая встреча администрации округа произошла 24 февраля 1842 года в доме Трота. Первыми поселенцами были Хью Боуэн (торговец), Кельвин Киферс (кузнец), Уильям Мопин (первый врач города). Большая часть населения занималась сельским хозяйством. Первое время поселение называлось Тротс-Хилл. В 1882 году город был инкорпорирован под названием Фэрвью, также его часто называли окружным центром Уэйна. В 1911 году было решено принять название просто Уэйн. Как округ, так и город были названы в честь героя американской революции и Индейской войны генерала «Безумного Энтони» Уэйна. Из-за своего расположения в центре округа вдали от населённой области около Хантингтона, Уэйн остался небольшим городом.

## Население
По данным переписи 2010 года население Уэйна составляло 1413 человек (из них 45,7 % мужчин и 54,3 % женщин), в городе было 635 домашних хозяйства и 374 семей. Расовый состав: белые — 98,2 %, афроамериканцы — 0,1 %, коренные американцы — 0,4 %, азиаты — 0,4 % и представители двух и более рас — 0,8 %.
Из 635 домашних хозяйств 37,2 % представляли собой совместно проживающие супружеские пары (14,6 % с детьми младше 18 лет), в 17,5 % домохозяйств женщины проживали без мужей, в 4,3 % домохозяйств мужчины проживали без жён, 41,1 % не имели семьи. В среднем домашнее хозяйство ведут 2,23 человека, а средний размер семьи — 2,91 человека.
Население города по возрастному диапазону по данным переписи 2010 года распределилось следующим образом: 24,2 % — жители младше 18 лет, 3,6 % — между 18 и 21 годами, 54,5 % — от 21 до 65 лет и 17,5 % — в возрасте 65 лет и старше. Средний возраст населения — 38,8 лет. На каждые 100 женщин в Уэйне приходилось 84,2 мужчин, при этом на 100 совершеннолетних женщин приходилось уже 78,2 мужчин сопоставимого возраста.
В 2014 году из 1544 трудоспособных жителей старше 16 лет имели работу 481 человек. При этом мужчины имели медианный доход в 40 000 долларов США в год против 19 063 долларов среднегодового дохода у женщин. В 2014 году медианный доход на семью оценивался в 29 013 $, на домашнее хозяйство — в 19 098 $. Доход на душу населения — 13 202 $. 34,0 % от всего числа семей в Уэйне и 39,8 % от всей численности населения находилось на момент переписи за чертой бедности.
Динамика численности населения:
|  |

## Крестовоздвиженский монастырь
В городе находится православный англоязычный мужской монастырь Восточноамериканской и Нью-Йоркской епархии Русской зарубежной церкви. Игумен и духовник обители — архимандрит Серафим. Монастырь переехал из Хаус-Спрингс, Миссури, в Уэйн в 2000 году.